# Association des Baptistes Accueillants et Affirmants
L’Association des Baptistes Accueillants et Affirmants (anglais : Association of Welcoming and Affirming Baptists) est une association chrétienne évangélique internationale d'églises baptistes. Son siège est situé à Louisville (Kentucky).

## Histoire
L’Association a été fondée à San Jose (Californie) en 1993 par une dizaine d’églises des Églises baptistes américaines USA favorables à l’affirmation des personnes LGBTQ dans les églises ,. En 2007, elle comptait 69 églises membres . Selon un recensement de l’association d’églises en 2022, elle disait avoir 179 églises membres dans 5 pays .